# Всесвітнє співтовариство реформатських церков
Всесвітнє співтовариство реформатських церков (ВСРЦ) - найбільше об'єднання кальвіністських церков у світі. Вона налічує 230 конфесій-членів у 108 країнах світу, які разом налічують близько 80 мільйонів людей, таким чином, будучи четвертим за величиною християнським об'єднанням у світі після Католицької Церкви, Східної Православної Церкви та Англіканської спільноти. Ця екуменічна християнська організація була утворена в червні 2010 року шляхом об'єднання Всесвітнього Альянсу Реформатських Церков (ВАРЦ) та Реформатської Екуменічної Ради (РЕР).

## Історія

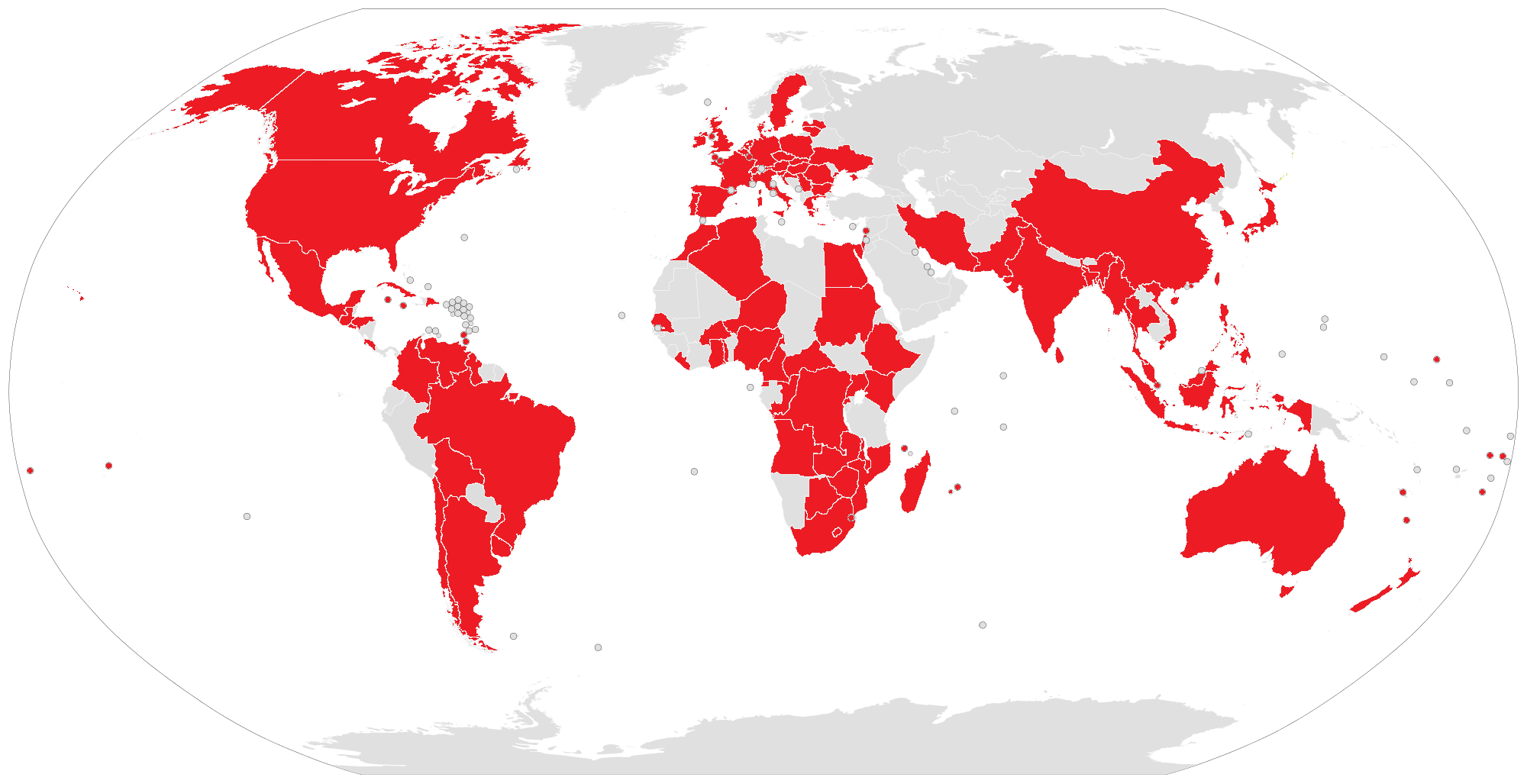
Країни, що позначені червоним кольором на мапі мають щонайменше одного члена зазначеної організації.

ВСРЦ веде свою історію з 1875 року, коли в Лондоні, ВБ, виникло декілька об'єднавчих реформатських організацій.
Після дводенної зустрічі, що завершилася 1 лютого 2006 року, Дуве Віссер, президент Реформатської Екуменічної Ради, та Кліфтон Кіркпатрік, президент Всесвітнього Альянсу Реформатських Церков, у спільному листі до своїх виборців заявили: "Ми радіємо роботі Святого Духа, який, як ми віримо, спонукав нас рекомендувати, що настав час об'єднати роботу Всесвітнього Альянсу Реформатських Церков та Реформатської Екуменічної Ради в одне ціле, що зміцнить єдність та свідчення християн-кальвіністів".
Після того, як потенційний орган спочатку називався "Всесвітнє реформатське співтовариство", ця назва була змінена на "Всесвітнє співтовариство реформатських церков".
Об'єднавча Генеральна Рада ВСРЦ, яка започаткувала існування організації, відбулася 18-26 червня 2010 року в Коледжі Кальвіна, розташованому в м. Гранд-Рапідс, штат Мічиган, США. Рада зосередилася на "Єдності духу в союзі миру", згаданій в Посланні до Ефесян, як на головній темі, задаючи тон справжньому взаєморозумінню та прийняттю між церквами-членами та асоційованими членами, відкладаючи в сторону розбіжності та інші питання, коли вони починають цей спільний шлях один з одним, коли кожен прагне розпізнати волю Божу та продовжувати свою боротьбу за справедливість та мир у світі. 

## Діяльність
На Об'єднавчому Генеральному Соборі 2010 року було заявлено, що ВСРЦ повинна бути "покликана до сопричастя і віддана справедливості". Таким чином, два основних програмних офіси ВСРЦ зосереджені на цих аспектах, а богословська робота містить питання сопричастя. Відділ богослов'я та сопричастя служить координатором офіційних діалогів з іншими релігійними організаціями, організовує раз на два роки Глобальний інститут богослов'я та збирає кальвіністських вчених-богословів для різних дискусій. Відділ "Справедливість" просуває економічні, екологічні права та права людини, базуючи значну частину своєї роботи на Аккрському сповіданні — заяві, прийнятій на Генеральній Раді Всесвітнього Альянсу Реформатських Церков у 2004 році та повторно схваленій на Об'єднавчій Генеральній Раді у 2010 році. 
ВСРЦ також має Генеральний секретаріат, який включає офіс Генерального секретаря, офіс зв'язків з громадськістю та інші організаційні функції. Нинішнім Генеральним секретарем є Кріс Фергюсон, служитель Об'єднаної Церкви Канади. Через Генеральний секретаріат ВСРЦ має можливість сприяти діалогу між церквами, відстоювати інтереси на глобальному рівні та підтримувати діяльність своїх Церков-членів за допомогою різних засобів.
Глобальна штаб-квартира ВСРЦ знаходиться в Ганновері, Німеччина, а північноамериканська неприбуткова філія — в Гранд-Рапідс, штат Мічиган. Спочатку заснована в Женеві, Швейцарія, яка приймала Жана Кальвіна і заслужила репутацію "протестантського Риму", Виконавчий комітет групи оголосив 8 листопада 2012 року, що вони перенесуть штаб-квартиру в Ганновер, Німеччина, до грудня 2013 року, через надмірну фінансову напругу, викликану високою вартістю швейцарського франка.